# Schismatoglottis modesta
Schismatoglottis modesta är en kallaväxtart som beskrevs av Heinrich Wilhelm Schott. Schismatoglottis modesta ingår i släktet Schismatoglottis och familjen kallaväxter. Inga underarter finns listade.